# Mosteiro Pio XII
O Mosteiro Pio XII é um convento de clausura monástica das Monjas Dominicanas do Rosário Perpétuo, localizado no lugar da Cova da Iria, na cidade de Fátima e jurisdição eclesiástica da Diocese de Leiria-Fátima, no concelho de Ourém, em Portugal.